# كيفن دولينج
كيفن دولينج (بالإنجليزية: Kevin Dowling)‏ هو كاهن كاثوليكي جنوب أفريقي، ولد في 14 فبراير 1944 في بريتوريا في جنوب أفريقيا.